# Stema Găgăuziei
Stema Găgăuziei a fost adoptată în anul 1994. Ea reprezintă un scut heraldic având în cromatica albastră din partea de jos un semicerc galben (auriu) al unui soare ce răsare. Scutul este flancat de spice galbene (aurii) înfășurate de drapelul Găgăuziei. Sub scut se află imaginea stilizată a frunzelor de viță de vie și a strugurilor. De asupra scutului, într-un triunghi echilateral, sunt dispuse trei stele galbene (aurii) în cinci colțuri.
Autorul imaginii Stemei Găgăuziei este pictorul Tudor (Fiodor) Dudoglo.
În august 2014, autorul drapelului Găgăuziei, Gheorghe Calciu, a propus înlocuirea stemei, întrucât ea nu ar reflecta valorile poporului găgăuz.

## Vezi și
- Drapelul Găgăuziei